# Olof Hellström (konstnär)

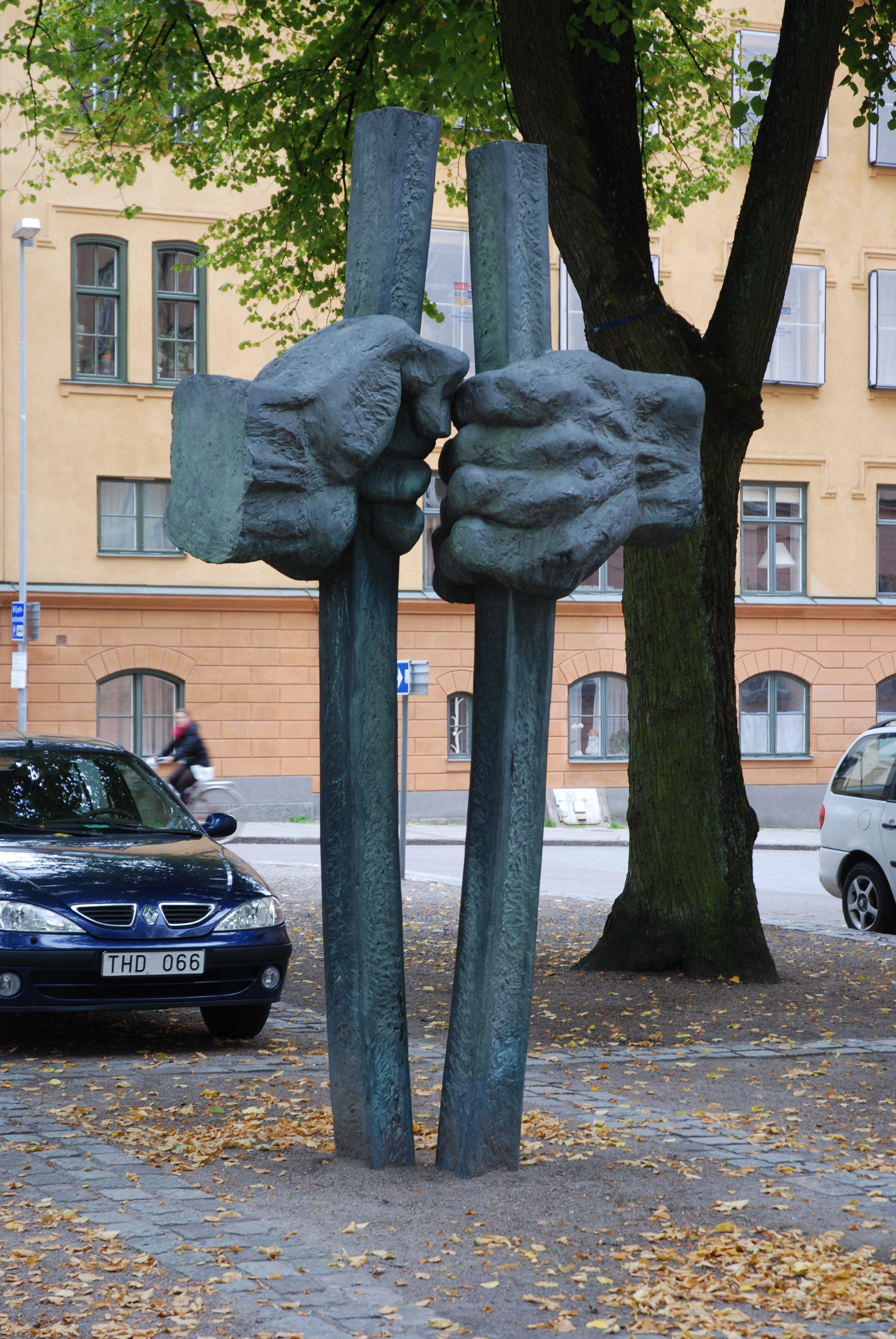
Befrielsen, Martin Luther Kings plan i Uppsala.

Olof Bernhard Hellström, född 8 april 1923 i Umeå, död 4 april 2017 i Uppsala, var en svensk målare, tecknare och skulptör.
Olof Hellström utbildade sig på Konstfackskolan i Stockholm 1941–1946, Otte Skölds målarskola i Stockholm och Ossip Zadkines skulpturskola i Paris 1949–1951. Hellström är representerad vid bland annat Moderna Museet i Stockholm och Norrköpings konstmuseum.
Han var från 1956 till sin död gift med Elisabet Hermodsson och bosatt i Uppsala. Han var son till Thor Bernhard Hellström. 
Olof Hellström är begravd på Uppsala gamla kyrkogård.

## Offentliga verk (urval)
- Variabel rapport (1956), Islandsbrons järnsmide, Uppsala
- Daidalos (1962), brons, Studentvägen 20/26 i Uppsala
- Stigande rytm (1965), skulpturklockstapel i koppar, Berthåga kyrkogård, Uppsala
- Havsgrupp (1967), Södermalmstorg i Gävle
- Tidshjul (1969), brons, Gränby i Uppsala
- Kuli (1975), brons och järn, Borlänge
- Befrielsen (1978), monument över Martin Luther King, brons, Martin Luther Kings plan i Uppsala
- Form för kunskap (1980), brons, Härnösands rådhus
- Jordens tunnband (1986), brons, Tensta gymnasium

## Bildgalleri

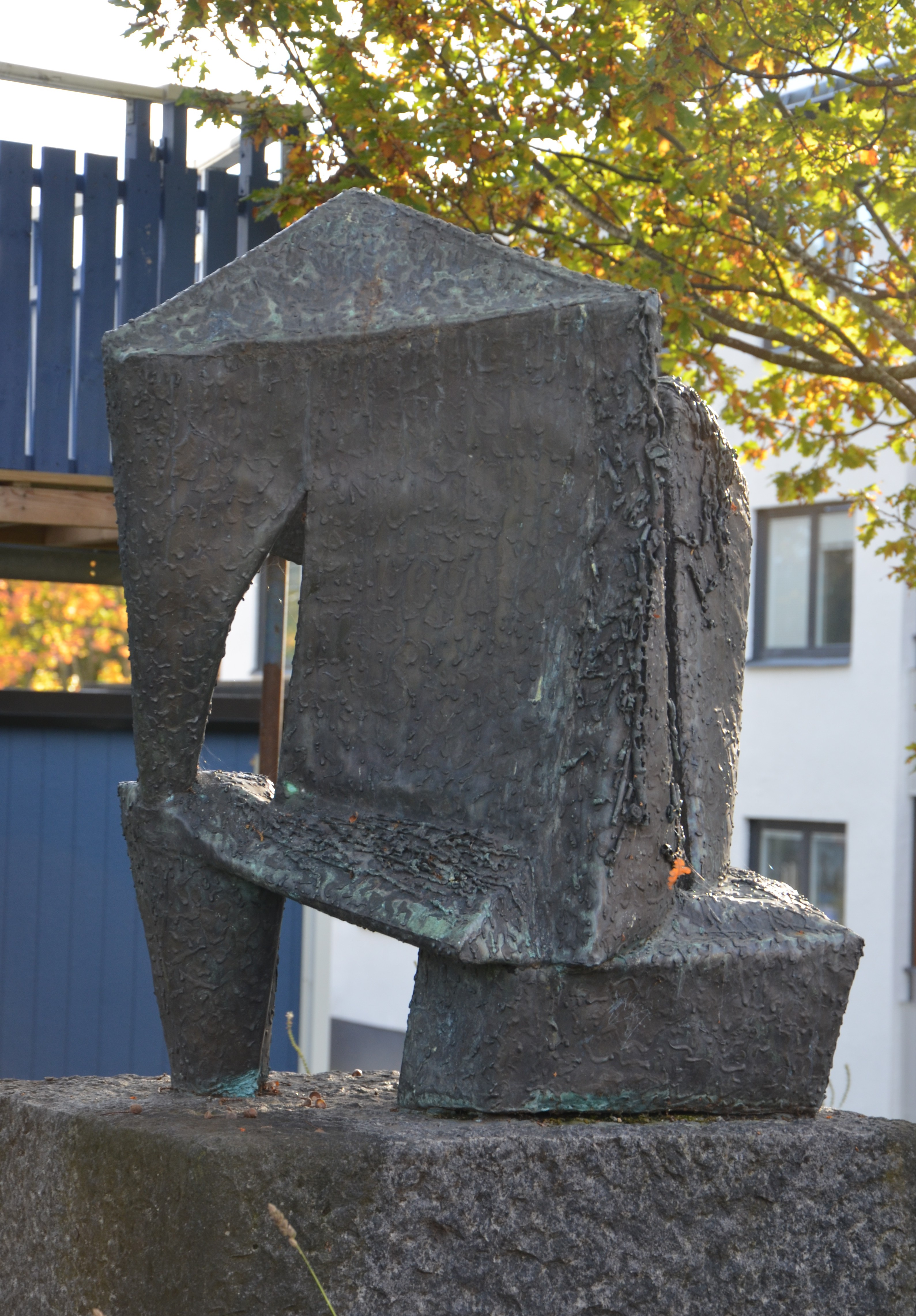
Kluven i Skärholmen i Stockholm
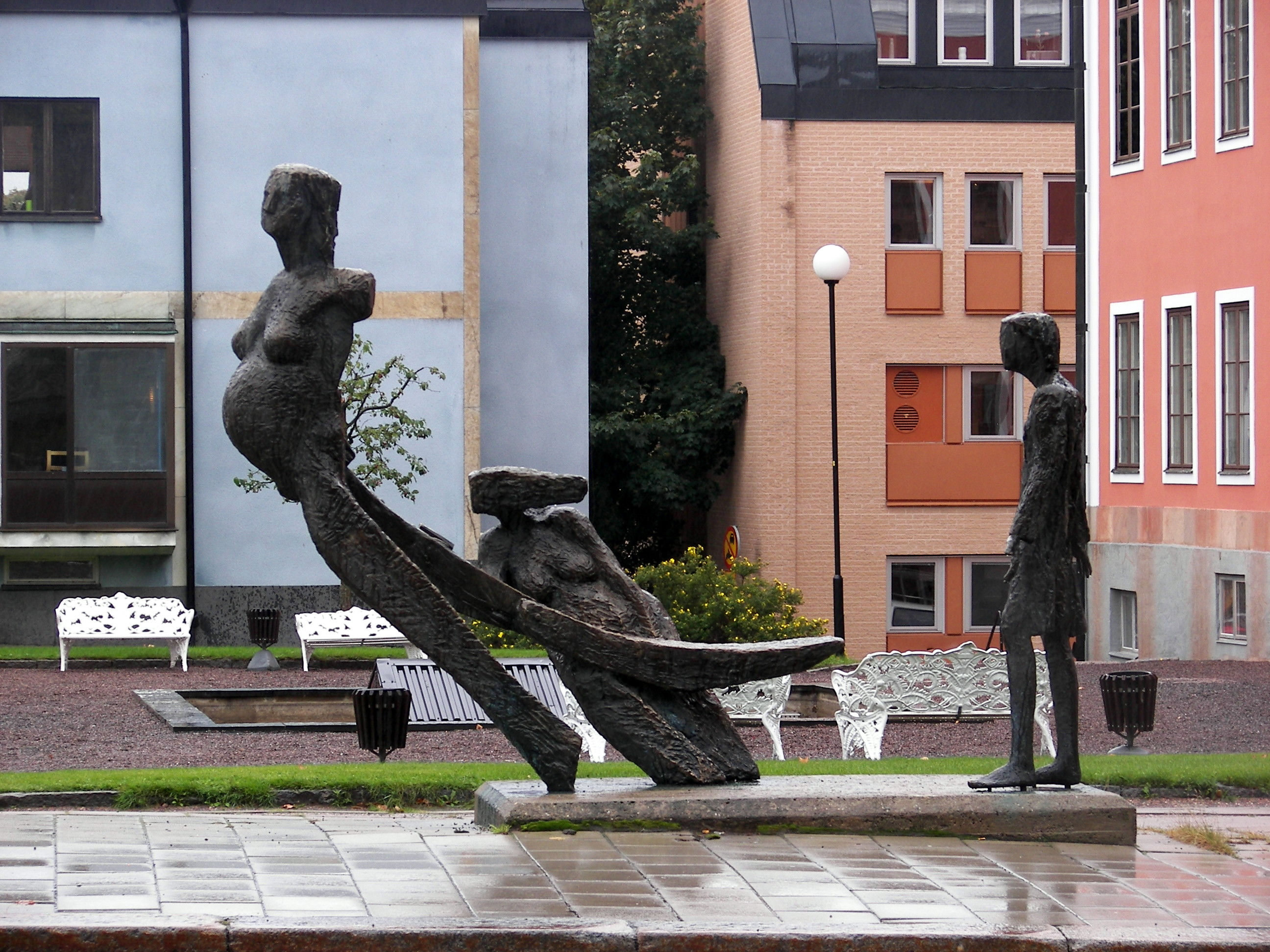
Form för kunskap i Härnösand
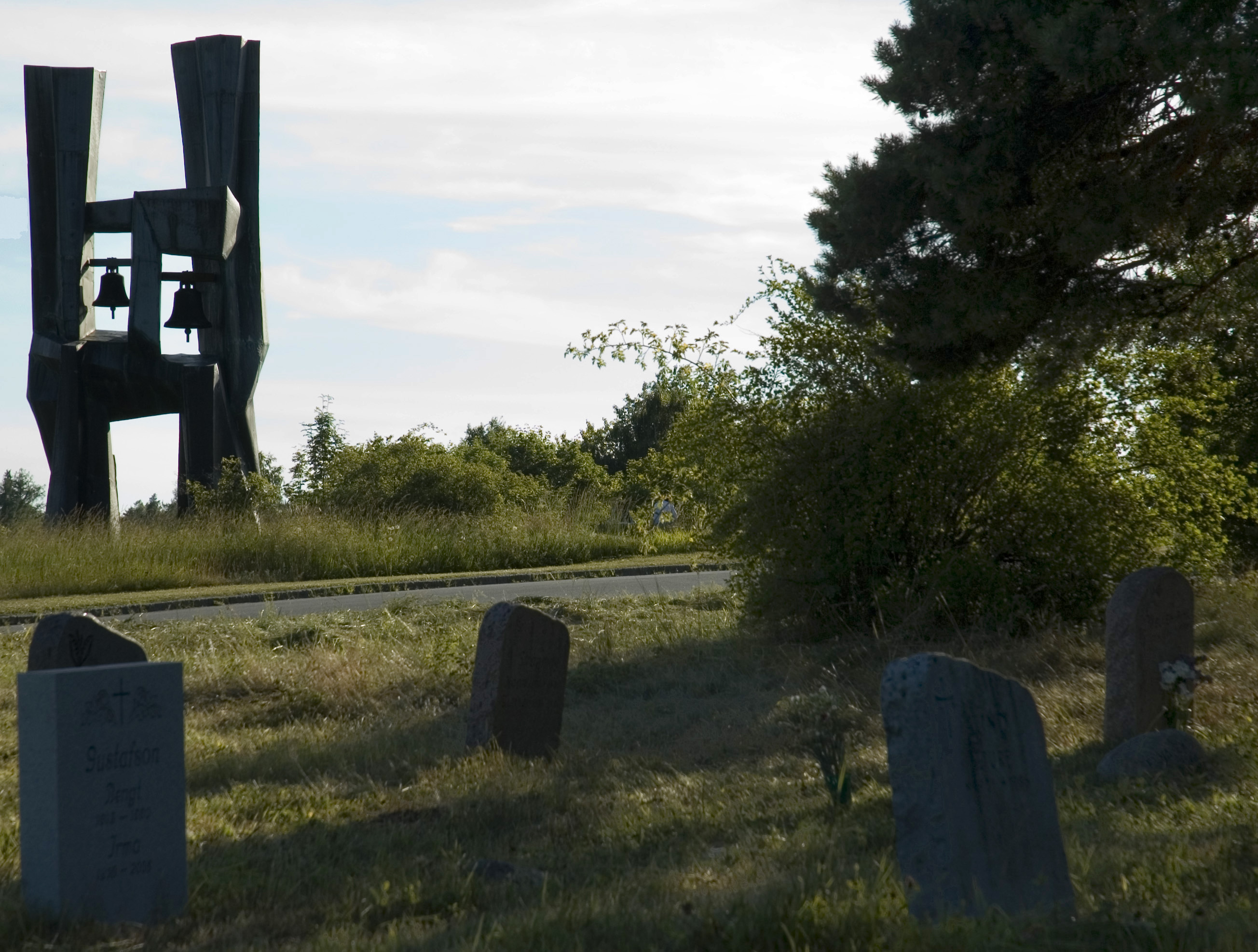
Stigande rytm, klockstapel på Berthåga kyrkogård i Uppsala